# Амштеттен (Германия)
Амштеттен (нем. Amstetten) — община в Германии, в земле Баден-Вюртемберг.
Подчиняется административному округу Тюбинген. Входит в состав района Альб-Дунай. Население составляет 3940 человек (на 31 декабря 2010 года). Занимает площадь 49,80 км².
Коммуна подразделяется на 6 сельских округов.